# IAAF-Weltcup-Marathon
Der IAAF-Weltcup-Marathon (IAAF World Marathon Cup) war ein von der IAAF ausgerichteter Marathon, der von 1985 bis 1995 in ungeraden Jahren als Einzel- und als Mannschaftswettbewerb stattfand und danach bis 2011 Teil der Leichtathletik-Weltmeisterschaften war.

## Geschichte
Die erfolgreichste deutsche Athletin war Katrin Dörre, die 1985 Gold und 1987 Bronze holte und mit der Mannschaft der DDR 1985 Bronze (zusammen mit Birgit Weinhold auf Platz 19 und Gabriele Martins auf Platz 22) und 1987 Silber (zusammen mit Uta Pippig auf Platz 8 und Annette Fincke auf Platz 11) errang. 1989 gewann Uta Pippig Bronze in der Einzelwertung.
1997 wurde der Cup in den Marathon der Leichtathletik-Weltmeisterschaften integriert und als Teamwettbewerb ausgetragen. 2012 beschloss die IAAF den Cup nicht mehr durchzuführen.

## Statistik

### Siegerliste
| Jahr | Männer            | Nation                 | Zeit    | Frauen          | Nation                          | Zeit    |
| ---- | ----------------- | ---------------------- | ------- | --------------- | ------------------------------- | ------- |
| 1995 | Douglas Wakiihuri | Kenia                  | 2:12:01 | Anuța Cătună    | Rumänien                        | 2:31:10 |
| 1993 | Richard Nerurkar  | Vereinigtes Königreich | 2:10:03 | Wang Junxia     | Volksrepublik China             | 2:28:16 |
| 1991 | Jakow Tolstikow   | Sowjetunion            | 2:09:17 | Rosa Mota       | Portugal                        | 2:26:14 |
| 1989 | Zeleke Metaferia  | Äthiopien              | 2:10:28 | Susan Marchiano | Vereinigte Staaten              | 2:30:48 |
| 1987 | Ahmed Salah -2-   | Dschibuti              | 2:10:55 | Soja Iwanowa    | Sowjetunion                     | 2:30:39 |
| 1985 | Ahmed Salah       | Dschibuti              | 2:08:09 | Katrin Dörre    | Deutsche Demokratische Republik | 2:33:30 |

### Medaillenränge

#### Weltcup 1985
- Austragungsort: Hiroshima, Japan
- Datum: 13. und 14. April

| Wertung       | Gold               | Silber                  | Bronze                          |
| ------------- | ------------------ | ----------------------- | ------------------------------- |
| Männer        | Ahmed Salah (DJI)  | Takeyuki Nakayama (JPN) | Djama Robleh (DJI)              |
| Männer (Team) | Dschibuti          | Japan                   | Äthiopien                       |
| Frauen        | Katrin Dörre (GDR) | Soja Iwanowa (URS)      | Karolina Szabó (HUN)            |
| Frauen (Team) | Italien            | Sowjetunion             | Deutsche Demokratische Republik |

#### Weltcup 1987
- Austragungsort: Seoul, Südkorea
- Datum: 11. und 12. April

| Wertung       | Gold               | Silber                          | Bronze                  |
| ------------- | ------------------ | ------------------------------- | ----------------------- |
| Männer        | Ahmed Salah (DJI)  | Taisuke Kodama (JPN)            | Salvatore Bettiol (ITA) |
| Männer (Team) | Italien            | Japan                           | Frankreich              |
| Frauen        | Soja Iwanowa (URS) | Maria Rebelo-Lelut (FRA)        | Katrin Dörre (GDR)      |
| Frauen (Team) | Sowjetunion        | Deutsche Demokratische Republik | Frankreich              |

#### Weltcup 1989
- Austragungsort: Mailand, Italien
- Datum: 15. und 16. April

| Wertung       | Gold                   | Silber                | Bronze              |
| ------------- | ---------------------- | --------------------- | ------------------- |
| Männer        | Zeleke Metaferia (ETH) | Dereje Nedi (ETH)     | Gianni Poli (ITA)   |
| Männer (Team) | Äthiopien              | Italien               | Frankreich          |
| Frauen        | Susan Marchiano (USA)  | Misako Miyahara (JPN) | Uta Pippig (GDR)    |
| Frauen (Team) | Sowjetunion            | Vereinigte Staaten    | Volksrepublik China |

#### Weltcup 1991
- Austragungsort: London
- Datum: 21. April
- Besonderheit: Weltcup fand im Rahmen des London-Marathons statt.

| Wertung       | Gold                   | Silber                      | Bronze                   |
| ------------- | ---------------------- | --------------------------- | ------------------------ |
| Männer        | Jakow Tolstikow (URS)  | Manuel Matias (POR)         | Jan Huruk (POL)          |
| Männer (Team) | Vereinigtes Königreich | Portugal                    | Polen                    |
| Frauen        | Rosa Mota (POR)        | Francie Larrieu Smith (USA) | Walentina Jegorowa (URS) |
| Frauen (Team) | Sowjetunion            | Italien                     | Frankreich               |

#### Weltcup 1993
- Austragungsort: Donostia-San Sebastián, Spanien
- Datum: 31. Oktober
- Besonderheit: Weltcup fand im Rahmen des San-Sebastián-Marathons statt.

| Wertung       | Gold                   | Silber                    | Bronze                 |
| ------------- | ---------------------- | ------------------------- | ---------------------- |
| Männer        | Richard Nerurkar (GBR) | Severino Bernardini (ITA) | Gemechu Kebede (ETH)   |
| Männer (Team) | Äthiopien              | Italien                   | Vereinigtes Königreich |
| Frauen        | Wang Junxia (CHN)      | Zhang Linli (CHN)         | Zhang Lirong (CHN)     |
| Frauen (Team) | Volksrepublik China    | Spanien                   | Russland               |

#### Weltcup 1995
- Austragungsort: Marathon – Athen, Griechenland
- Datum: 9. April
- Kurs: Strecke des Athen-Marathons

| Wertung       | Gold                    | Silber                | Bronze                |
| ------------- | ----------------------- | --------------------- | --------------------- |
| Männer        | Douglas Wakiihuri (KEN) | Takahiro Sunada (JPN) | Davide Milesi (ITA)   |
| Männer (Team) | Italien                 | Frankreich            | Spanien               |
| Frauen        | Anuța Cătună (ROU)      | Lidia Șimon (ROU)     | Cristina Pomacu (ROU) |
| Frauen (Team) | Rumänien                | Russland              | Italien               |

#### Weltcup 1997
- Austragungsort: Athen, Griechenland
- Besonderheit: Weltcup fand im Rahmen der Leichtathletik-Weltmeisterschaften 1997 statt

| Wertung       | Gold    | Silber  | Bronze    |
| ------------- | ------- | ------- | --------- |
| Männer (Team) | Spanien | Italien | Brasilien |
| Frauen (Team) | Japan   | Italien | Rumänien  |

#### Weltcup 1999
- Austragungsort: Sevilla, Spanien
- Besonderheit: Weltcup fand im Rahmen der Leichtathletik-Weltmeisterschaften 1999 statt

| Wertung       | Gold    | Silber   | Bronze      |
| ------------- | ------- | -------- | ----------- |
| Männer (Team) | Italien | Japan    | Äthiopien   |
| Frauen (Team) | Japan   | Rumänien | Deutschland |

#### Weltcup 2001
- Austragungsort: Edmonton, Kanada
- Besonderheit: Weltcup fand im Rahmen der Leichtathletik-Weltmeisterschaften 2001 statt

| Wertung       | Gold      | Silber   | Bronze   |
| ------------- | --------- | -------- | -------- |
| Männer (Team) | Äthiopien | Japan    | Italien  |
| Frauen (Team) | Japan     | Russland | Rumänien |

#### Weltcup 2003
- Austragungsort: Paris, Frankreich
- Besonderheit: Weltcup fand im Rahmen der Leichtathletik-Weltmeisterschaften 2003 statt

| Wertung       | Gold  | Silber    | Bronze    |
| ------------- | ----- | --------- | --------- |
| Männer (Team) | Japan | Italien   | Südafrika |
| Frauen (Team) | Japan | Äthiopien | Russland  |

#### Weltcup 2005
- Austragungsort: Helsinki, Finnland
- Besonderheit: Weltcup fand im Rahmen der Leichtathletik-Weltmeisterschaften 2005 statt

| Wertung       | Gold  | Silber | Bronze                 |
| ------------- | ----- | ------ | ---------------------- |
| Männer (Team) | Japan | Kenia  | Äthiopien              |
| Frauen (Team) | Kenia | Japan  | Vereinigtes Königreich |

#### Weltcup 2007
- Austragungsort: Osaka, Japan
- Besonderheit: Weltcup fand im Rahmen der Leichtathletik-Weltmeisterschaften 2007 statt

| Wertung       | Gold  | Silber   | Bronze |
| ------------- | ----- | -------- | ------ |
| Männer (Team) | Japan | Südkorea | Kenia  |
| Frauen (Team) | Kenia | China    | Japan  |

#### Weltcup 2009
- Austragungsort: Berlin, Deutschland
- Besonderheit: Weltcup fand im Rahmen der Leichtathletik-Weltmeisterschaften 2009 statt

| Wertung       | Gold  | Silber    | Bronze   |
| ------------- | ----- | --------- | -------- |
| Männer (Team) | Kenia | Äthiopien | Japan    |
| Frauen (Team) | China | Japan     | Russland |

#### Weltcup 2011
- Austragungsort: Daegu, Südkorea
- Besonderheit: Weltcup fand im Rahmen der Leichtathletik-Weltmeisterschaften 2011 statt

| Wertung       | Gold  | Silber | Bronze    |
| ------------- | ----- | ------ | --------- |
| Männer (Team) | Kenia | Japan  | Marokko   |
| Frauen (Team) | Kenia | China  | Äthiopien |